# Battle of the Year (Film)
Battle of the Year ist ein 3D-Film des koreanisch-amerikanischen Regisseurs Benson Lee. Wie schon Lees vorherige Dokumentation wird die Bedeutung der Tanz-Großveranstaltung Battle of the Year für die heutige weltweite Breakdance-Szene behandelt. Der Spielfilm Battle of the Year gilt somit als das Gegenstück zum Dokumentarfilm Planet B-Boy, worauf er nach offiziellen Angaben basiert.

## Handlung
Das „Battle of the Year“ gilt als die inoffizielle Weltmeisterschaft der B-boying Crews. Die USA, als Geburtsland des Stiles, haben diesen Wettbewerb seit mindestens 15 Jahren nicht mehr gewonnen. Ex-Breakdancer, Hiphop-Mogul und Sponsor des US-Teams, Dante ist besorgt, da die Auslandsumsätze seiner Firma erstmals die inländischen übersteigen. Er hat auf einem Konzert erfahren, Breakdance sei bei den (amerikanischen) Kids uncool geworden und er befürchte, dass Hiphop als Ganzes irgendwann auch uncool werden könnte, was wiederum sehr schlecht für das Geschäft seiner Firma wäre.
Er versucht daraufhin Jason „WB“ Blake, mit dem er in einer Crew zusammen zu seiner Breakdance-Zeit Recht erfolgreich war, als Coach für sein Team zu gewinnen. Nach seiner Zeit als Tänzer wurde Blake erfolgreicher High School Basketball Coach und ist jetzt alkoholabhängig aufgrund des Verlustes seiner Frau und seines Sohnes bei einem schweren Autounfall. Da er offensichtlich Geld benötigt, bietet Dante ihm einen Vertrag als Coach seiner Crew an.
Er scheint erst abgeneigt, rafft sich aber doch auf Informationen zu sammeln, was sich seit seiner aktiven Zeit als Tänzer in der Szene getan hat. Nach einigen flüchtigen Bemerkungen zu Pomermoves in Videos und zu dem was in der Szene los ist, stellt sich Dantes Mitarbeiter Franklyn als interessierter Fan und Laientänzer heraus.
Am Folgetag nimmt Blake das Angebot Dantes unter den Bedingungen an, dass Franklyn sein Assistenz-Coach wird und dass es „auf seine Weise“ vonstattengeht. Als Franklyn sich bei Dante für die Chance bedanken will, informiert er Franklyn über die Vergangenheit von Blake, ihrer gemeinsamen B-boy-Zeit und verspricht ihm, dass er in 5 Wochen bei Blake mehr lernt als bei der Firma in 5 Jahren.
Als erste Amtshandlung wirft Blake die gesamte bisherige Crew „LA finest“ raus, weil ihm das Feuer und der Fortschritt dieser Crew fehlt. Er erzählt dem sauren Dante, dass er nach dem Vorbild im Basketball ein „Dream-Team“ mit den besten Tänzern aus allen Crews des Landes aufstellen will. In der folgenden Woche rekrutiert er beim Event „Freestyle Session“ die besten 32 Tänzer für ein Video-Interview, wovon er wiederum 22 zu einem harten gemeinsamen Training in einen alten Jugendknast einlädt.
Direkt zu Beginn werden das Ziel und die strikten Regeln für das kommende dreimonatige Training verkündigt. Jeder der dagegen verstoßen würde, drohe der Rauswurf. Zusätzlich muss jeden Freitag ein Tänzer Heim fahren. Aufgrund der Konkurrenzsituation bricht unter den Tänzern ein Wettbewerbsverhalten aus. Auch kämpft Blake noch mit seiner Sucht. Als die Situation fast handgreiflich zwischen den Tänzern Rooster und DoKnock wird, soll ein Battle zweier Teams der Teilnehmer die Streitigkeiten klären. Bei dem Battle stellt sich heraus, dass der beste Tänzer „Rifter“ zu egoistisch handelt und als erster nach Hause fahren muss.
In der Folgezeit versucht der Coach mit unkonventionellen Methoden, wie dem Verbot das Wort „ich“ zu nutzen und Strafen wie 100 Liegestützen für alle bei einem Verstoß, aus den Tänzern ein Team zu formen. Hartes körperliches Training macht das Team über 3 Monate fit. Als Probe soll ein Show-Battle gegen den Champion des „Battle of the Year“ von 2010, die bekannte Top-9-Crew aus Russland, dienen. Dazu wird die Choreographien Stacy angeheuert. Doch die Spannungen unter den Kandidaten bleibt hoch und emotional.
Beim Show-Battle überzeugen die Russen das Publikum, da Rooster und DoKnock mitten im Battle jeweils Alleingänge durchziehen. Im Anschluss hält der Mitkandidat, und älteste Freund von Rooster, Aniz beiden eine Standpauke, woraufhin sich beide zusammenraufen. Am letzten Donnerstag sieht Blake wie „Flipz“ nachts abhaut, um sich um sein Kind zu kümmern. Flippz offenbart, dass er während der letzten Monate nur auf Kreditkarte gelebt hat um die Chance Teil des Dreamteams zu sein, wahrnehmen zu können.
Je weniger Kandidaten übrig sind, desto schwieriger wird die Auswahl. Blake erklärt Franklyn, es gehe dabei nicht darum ein harmonisches Team aufzustellen, sondern eines, das sich zu Höchstleistungen anspornt. Aus Respekt vor einer voreingenommenen Entscheidung und als Feuertaufe überlässt er Franklyn die letzte Wahl. Nachdem beide „Bambino“ heimschicken würden, fällt der Crew der Abschied sichtlich schwer. Als er mit Aniz zusammen einen neu einstudierten Move zeigen will, verletzt sich Rooster bei der letzten Präsentation für Dante so stark, dass er nicht mit nach Frankreich fahren kann und Bambino wieder in die Crew rückt.
Auf der offiziellen Vorabend-Party des Wettbewerbs gerät die Crew in eine Schlägerei mit ein paar französischen Gästen, weswegen Sniper offiziell von der Wettkampfleitung suspendiert wird. Blake möchte ihn Heim schicken. Die vollständige Crew solidarisiert sich allerdings mit ihm, weil er sich für sein Crew-Mitglied „little Adonis“ geschlagen hat. Blake erreicht daraufhin, dass Sniper bleiben darf.
Trotz der negativen Anfangsstimmung bei ihrem Auftritt, schafft es das „Dream-Team“ neben den favorisierten Crews aus Deutschland, Südkorea und Frankreich unter die Top 4 Showcases, was zur Teilnahme am Halbfinal-battle gegen Frankreich berechtigt. Dort setzen sich das „Dream Team“ bei einer Maximalpunktzahl von 50 mit 45:42 durch und treffen auf die hochfavorisierten „Soul Assassines“ aus Südkorea. Dieses Battle geht mit 48:49 verloren. Nach einer aufmunternden Rede eröffnet Blake, dass sie im nächsten Jahr nochmal antreten werden, da sie ja trainiert hätten, um Champion zu werden.

## Hintergrund
Im Film kommen viele Szenen von Shows des realen „Battle of the Year“-Großevents von 2011 in Montpellier vor. Der Auftritt und das Final Battle wurden jeweils beide beim Großevent selbst gedreht, weswegen nur ein einziger Take möglich war.
In dem Film traten viele Schauspieler, Tänzer und andere Aktive der Film- und Tanzwelt mittels Cameoauftritt in Erscheinung. Unter anderem:
- Nils „Storm“ Rubitzky als Kommentator der Planet B-boy Doku
- Thomas Hergenröther als Veranstalter des Battle of the Year
- Albert ‘Trix’ Thompson als Moderator MC Trix
- Rafael ‘Spax’ Szulc-Vollmann als Moderator MC Spax
- die russische Ex-Titelträger-Crew „Top9“ als Show-Wettkampfgegner
- die Französische Crew „Smokemon“
- die Pro7-Moderatoren Joko Winterscheidt und Klaas Heufer-Umlauf[3]

Das Budget belief sich auf 20 Millionen Dollar. Die Einnahmen betrugen $16.5 Millionen.

## Filmmusik
Im Film sind unter anderem folgende Musiktitel zu hören:
- „All Eyes on You“ – Michal Menert
- „Breakers Dedication – Recall 2013“ – Colours United ft. DJ Mike MD
- „Perfect Skill“ – DJ Pablo
- „Android Talk“ – Aero Chord
- „Victory Theme“ – DJ.M@R
- „Runnin Through My Veins“ – Jay-Roc
- „On the Fly“ – Fusik
- „Inner City Motion“ – Mr. Confuse
- „We Are Groovin“ – DJ Nas’D
- „Pepper Jam“ – MumboJumbo
- „Rock 2 The Beat“ – Esone
- „Valiance“ – Rayden
- „Body Movin“ – OnDaMiKe
- „Rhythm“ – Emile YX? [Black Noise]
- „Rock On“ – Fendaheads
- „Start Sum Shit (DBK’s 2013 Mix)“ – Diamondback Kid
- „Prophet Break“ – DJ Kid Stretch
- „Lost Soul 2013“ – DJ DSK

## Kritik
Die Redaktion von Cinema urteilt: „Die Handlung ist zu durchschaubar, die Konflikte verlaufen zu eintönig, und die ständigen Ansprachen triefen nur so vor Pathos. Auch das sympathische Ensemble und die spektakulären Choreografien können den Film nicht retten.“
Andreas Staben von filmstarts urteilt: „Für die Dauer einer ebenso atemberaubenden wie berührenden Breakdance-Darbietung ist „Battle of the Year“ ein wirklich hervorragender Film, der Rest ist ein 08/15-Sportdrama mit einigen fragwürdigen Untertönen.“
Spielfilm.de resümiert: „Der Breakdance-Spielfilm „Battle of the Year“ kreist realitätsnah um den gleichnamigen internationalen Wettbewerb in Frankreich und bietet spektakuläre akrobatische Nummern. Leider fehlt es der konventionell aufgebauten Geschichte aber an frischer Dynamik und emotionaler Substanz.“

## Großveranstaltung Battle of the Year
Das jährlich statt findende Event „Battle of the Year“ wurde 1990 von Thomas Hergenröther in Hannover gegründet. Ab 2001 war für längere Zeit die Volkswagenhalle in Braunschweig Austragungsort. Das Battle of the Year International wurde von 2010 bis 2012 in Montpellier/Frankreich veranstaltet, wo die Filmhandlung angesiedelt ist. Das BOTY Finale 2013 kehrte wieder nach Braunschweig zurück und zog 2016 weiter nach Essen.
Der Champion der Weltmeisterschaft wird immer direkt zur Veranstaltung des nächsten Jahres eingeladen, um seinen Titel verteidigen zu können. Alle anderen Gruppen qualifizieren sich in den weltweit abgehaltenen Vorentscheidungen.
Zu Beginn stehen die Choreographien der einzelnen Gruppen, bei der die Crews eine Show von höchstens 6 Minuten vorführen und anhand dessen die vier besten Gruppen ermittelt werden, die dann in sogenannten Battles, einer Art tänzerischem Wettkampf, direkt gegeneinander antreten. Die Crew mit der höchsten Bewertung erhält für ihre Choreographie eine Auszeichnung für die beste Show.
Der letzte US-amerikanische Gewinner war die „Rock Force Crew“ im Jahre 1998. Seitdem gab es nur einen zweiten Platz für US-amerikanische Teilnehmer im Jahre 2011 durch die Crew „Battle Born“. Seit 1998 dominierten vor allem südkoreanische Crews mit acht Siegen und elf mal zweiten Plätzen oder Halbfinal-Platzierungen, die französischen Crews sechs Siegen („Last Squad“ amtierend) und zwölf weiteren Platzierungen in den TOP 4, die japanische Crews mit drei Siegen und dreizehn mal zweiten Plätzen oder Halbfinal-Platzierungen und die russischen Crews mit zwei Siegen. Somit summieren sich neunzehn der letzten Siege auf nur vier Nationen, obwohl beispielsweise allein 2018 siebzehn verschiedene Nationen am Wettkampf teilnahmen. Diese Anzahl ist seit Jahren mehr oder weniger konstant.